# Batalla del Lago Fucino
Se conoce como batalla del lago Fucino al enfrentamiento militar que tuvo lugar en el marco de la guerra Social (89 a. C.) entre un ejército romano y una fuerza compuesta por socii itálicos. Lucio Porcio Catón, cónsul y líder de los republicanos fue derrotado y asesinado durante un asalto al campamento de los marsos en invierno/primavera.
Existe una nota al pie en una novela que contiene un estudio arqueológico de la zona en la que se sitúa este lago que demuestra la existencia de esta batalla. Los descubrimientos de un cono de plomo y de un pequeño anillo de hierro han sido interpretados como elementos constituyentes de un arma empleada durante el transcurso de la batalla. Además, una inscripción escrita en véneto menciona a un hombre llamado Floro Decio, y atestigua la presencia de tropas de origen véneto en el combate. El descubrimiento del arma es lo suficientemente curioso, tanto en su naturaleza como en su inscripción, a la hora conducir a que varios historiadores afirmaran que se empleó con un fin especial. Todas las especulaciones acerca de la batalla giran en torno al descubrimiento del arma. Actualmente, los expertos sostienen la hipótesis de que el arma mencionada cayó al lago y sólo se recuperó en el siglo XIX, una vez drenado el mismo.